# Molophilus serratus
Molophilus serratus är en tvåvingeart som beskrevs av Evgenyi Nikolayevich Savchenko 1976. Molophilus serratus ingår i släktet Molophilus och familjen småharkrankar. Inga underarter finns listade i Catalogue of Life.